# В тени Луны
«В тени Луны» (англ. In the Shadow of the Moon) — научно-фантастический фильм режиссёра Джимa Миклa, выпущенный в 2019 году. Фильм вышел на платформе Netflix.

## Сюжет
В 1988 году, в Филадельфии несколько человек одновременно умирают от кровоизлияния. Полицейский Томас Локхарт считает, что это — его шанс стать детективом, и начинает расследовать дело, хотя его партнер Мэддокс — не в восторге от этой затеи. Шурин Локхарта, детектив Холт, первоначально отклоняет наблюдения Локхарта, но в конечном итоге признает, что смерти связаны, когда Локхарт находит похожие ранения на каждой из жертв. Локхарт и Мэддокс находят жертву нападения с похожими ранами; перед внезапной смертью она описывает своего нападавшего как двадцатилетнюю афроамериканку с раненой рукой. После того, как Холт организует крупномасштабную охоту на неё, Локхарт и Мэддокс преследуют подозреваемую в метро, где она ранит Мэддокса. Когда Локхарт сталкивается с ней, подозреваемая раскрывает подробности о его жизни, в том числе и о том, что его жена родит в этот день. Она предсказывает свою собственную смерть перед схваткой между ними, которая в итоге заканчивается смертельно для неё. Несмотря на противоречащие детали, полиция закрывает дело. Тем временем жена Локхарта умирает при родах.
Девять лет спустя, на фоне протестов против жестокости полиции в годовщину смерти подозреваемой, очевидный подражатель начинает очередное убийство. Локхарт, теперь детектив, не может найти никакого мотива или связи между жертвами. Он настоятельно призывает департамент держать в тайне возобновленное расследование, чтобы минимизировать расовую напряженность. Беспорядки вспыхивают, когда Холт публикует записи наблюдения подражателя и обещает провести полное расследование. Локхарт отслеживает ключи, полученные в 1988 и изготовленные в 1996 году. Физик Навин Рао убеждён, что это доказательство путешествия во времени, но Мэддокс и Локхарт игнорируют его. Отследив подражателя на аэродроме, Локхарт шокирован, обнаружив, что это та же подозреваемая из 1988 года, которая осталась жива и к тому же ничуть не состарилась. Она неумышленно убивает Мэддокса и берет Локхарта в заложники, снова раскрывая больше деталей из его жизни, которые она не могла знать. После чего, она исчезает.
В 2006 году, Локхарт является частным следователем, который одержим решением этого дела, которое, как он теперь считает, предполагает путешествие во времени. Его дочь-подросток живет с Холтом, и Локхарт поддерживает с ней лишь случайные контакты. Очередной инцидент заставляет его поверить в то, что жертвы связаны между собой через участие в политическом экстремизме. Но, Холт опровергает его теории и настаивает на том, чтобы он обратился к психиатру за помощью. Локхарт крадёт значок Холта, использует его для выслеживания жены одной из жертв. Она рассказывает, что её муж руководил белой националистической группировкой ополчения. Таким образом, Локхарт обнаруживает, что подозреваемая вернулась снова, убив оставшихся членов группы. Преследуя ее, он ранит её руку, прежде чем она исчезает в машине времени. Холт арестовывает Локхарта.
Рао, который исчезает с «радара» в течение многих лет, объявляется снова в 2015 году, решив помешать Локхарту в очередной попытке убийства молодой женщины. Рао, который теперь считает причину появляения женщины оправданной, говорит, что можно предотвратить серьезные трагедии, убив определённых людей в прошлом. Локхарт сбегает от Рао и сталкивается с женщиной, которая выдаёт себя за Раю, ребенка его отчужденной дочери от межрасового брака. В недалёком будущем, Локхарт убедил Раю взять на себя миссию после того, как террористическая группа ополчения спровоцировала новую гражданскую войну. Рая путешествует назад во времени, появляясь каждые девять лет в обратном хронологическом порядке. С ее точки зрения, события 1988 года еще не произошли, и ее рука еще не ранена. Преодолевая чувство вины за смерть своей внучки, Локхарт рассказывает ей о событиях, которые разворачиваются в 1988 году. Убежденный, что ее причина справедлива, он позволяет ей совершать убийства. Локхарт воссоединяется со своей семьей, и гражданская война предотвращена.

## В ролях
| Актёр             | Роль                     |
| ----------------- | ------------------------ |
| Бойд Холбрук      | детектив Томас Локхарт   |
| Клеопатра Коулман | Рая                      |
| Букем Вудбайн     | детектив Винстон Мэддокс |
| Рэйчел Келлер     | Джин                     |
| Майкл Си Холл     | детектив Холт            |
| Руди Дармалингам  | доктор Навин Рао         |

## Производство
Проект был анонсирован в феврале 2018 года. Съёмки начались в Торонто 2 июля 2018 года и завершились 27 августа 2018 года.

## Выпуск
Мировая премьера картины прошла 21 сентября 2019 года на кинофестивале Fantastic Fest. 27 сентября 2019 года фильм вышел на Netflix.

## Критика
Фильм получил смешанные отзывы кинокритиков.